# Astragalus hotianensis
Astragalus hotianensis är en ärtväxtart som beskrevs av S.B.Ho. Astragalus hotianensis ingår i släktet vedlar, och familjen ärtväxter. Inga underarter finns listade i Catalogue of Life.